# Mary Wayte
Mary Wayte (n. 25 martie 1965, Mercer Island⁠(d), Washington, SUA) este o înotătoare americană, medaliată olimpică. A participat la 2 ediții ale Jocurilor Olimpice (1984, 1988) în care a câștigat două medalii de aur, două medalii de argint și o medalie de bronz.